# Teresa Obolevitch
Teresa Obolevitch (właśc. Tereza Obolevich; ur. 22 maja 1974 w Widzach) – polska filozof urodzona na Białorusi, tłumaczka literatury filozoficznej, profesor zwyczajny na Wydziale Filozoficznym Uniwersytetu Papieskiego Jana Pawła II w Krakowie, członkini Zgromadzenia Sióstr Służebniczek Niepokalanego Poczęcia Najświętszej Maryi Panny.

## Życiorys
Urodziła się w Widzach na Białorusi. Po ukończeniu szkoły podstawowej w 1991 podjęła naukę w Kolegium Medycznym nr 2 w Mińsku. W 2005 na Wydziale Filozoficznym Papieskiej Akademii Teologicznej w Krakowie obroniła przygotowaną w Katedrze Metafizyki pod kierunkiem Stanisława Wszołka pracę doktorską pt. Problematyczny konkordyzm. Wiedza i wiara w myśli Włodzimierza S. Sołowjowa i Siemiona L. Franka. Dysertacja dokonuje analizy porównawczej poglądów Siemiona Franka i Władimira Sołowjowa na temat relacji między wiedzą a wiarą w trzech aspektach: epistemologicznym, teologicznym i metodologicznym. W 2012 na tejże uczelni otrzymała stopień doktora habilitowanego nauk humanistycznych w zakresie filozofii za rozprawę Od onomatodoksji do estetyki. Aleksego Łosiewa koncepcja symbolu. Studium historyczno-filozoficzne. W latach 2008–2012 pełniła obowiązki redaktorki naczelnej czasopisma „Logos i Ethos”. Kierowała studiami podyplomowymi „Nauka i religia” na Wydziale Filozoficznym UPJPII pod patronatem Centrum Kopernika Badań Interdyscyplinarnych. Jest honorową członkinią Towarzystwa Religijno-Filozoficznego im. W. Sołowjowa w Petersburgu. Opublikowała ponad 150 prac naukowych (w tym 5 książek) z zakresu historii filozofii, filozofii rosyjskiej, problemu relacji między wiedzą a wiarą. Niektóre z jej monografii zostały przełożone na język rosyjski i język francuski,  kilka jej książek ukazało się w języku angielskim. Siostra Teresa Obolevitch jest główną tłumaczką prac Siemiona Franka na język polski.

## Wybrane publikacje
Publikacje książkowe
- Nauka w poszukiwaniu metafizyki. Aspekty poznania naukowego w teorii wiedzy integralnej Włodzimierza Sołowjowa, OBI, Kraków 2003.
- Problematyczny konkordyzm. Wiara i wiedza w myśli Włodzimierza S. Sołowjowa i Siemiona L. Franka, Biblos, Tarnów 2006.
- Od onomatodoksji do estetyki. Aleksego Łosiewa koncepcja symbolu, Wydawnictwo WAM, Kraków 2011, ISBN 978-83-7505-796-6
  - Przekład rosyjski: От имяславия к эстетике. Концепция символа Алексея Лосева. Историко-философское исследование, tłum. E. Tverdislova, Библейско-богословский институт святого апостола Андрея (ББИ), Moskwa 2014 ISBN 978-5-89647-320-6
- Filozofia rosyjskiego renesansu patrystycznego. O. Gieorgij Fłorowski, Włodzimierz Łosski i inni, Copernicus Center Press, Kraków 2014.
- La philosophie religieuse russe, tłum. M. Gawron-Zaborska, Les éditions du Cerf, Paris 2014.
- Wiedza a wiara w myśli patrystycznej, Copernicus Center Press, Kraków 2015.
- Faith and Science in Russian Religious Thought, Oxford University Press, Oxford 2019.
- The Eastern Christian Tradition in Modern Russian Thought and Beyond, Brill, Leiden 2022.

Redakcje prac zbiorowych
- (z Wojciechem Kowalskim) Metafizyka i religia, Wydawnictwo Naukowe PAT, Kraków 2006.
- (z Wojciechem Kowalskim) Rosyjska metafizyka religijna, Biblos, Tarnów 2009.
- (z Krzysztofem Dudą) Symbol w kulturze rosyjskiej, Wydawnictwo WAM, Kraków 2010, ISBN 978-83-7614-045-2[8]
- (z Józefem Bremerem) The Influence of Jewish Culture on the Intellectual Heritage of Central and Eastern Europe, Wydawnictwo „Ignatianum”, Kraków 2011.
- Metafizyka a literatura w kulturze rosyjskiej = Метафизика и литература в русской культурe, Wydawnictwo Naukowe Uniwersytetu Papieskiego Jana Pawła II, Kraków 2012.
- (z Tomaszem Homą i Józefem Bremerem) Russian Thought in Europe: Reception, Polemics, Development, Wydawnictwo WAM, Kraków 2013, ISBN 978-83-7767-948-7
- Вера и знание. Взгляд с Востока, Библейско-богословский институт святого апостола Андрея (ББИ), Moskwa 2014, ISBN 978-5-89647-251-3
- (z Pawłem Rojkiem) Religion and Culture in Russian Thought: Philosophical, Theological and Literary Perspectives, Wydawnictwo Naukowe Uniwersytetu Papieskiego Jana Pawła II, Kraków 2014.
- (z Arturem Mrówczyńskim-Van Allenem i Pawłem Rojkiem) Apology of Culture: Religion and Culture in Russian Thought, Pickwick Publications, Eugene, OR 2015.
- (z Pawłem Rojkiem) Faith and Reason in Russian Thought, Copernicus Center Press, Kraków 2015.
- (z Pawłem Rojkiem) Overcoming the Secular: Russian Religious Philosophy and Post-Secularism, The Pontifical University of John Paul II Press, Krakow 2015.
- (z Arturem Mrówczyńskim-Van Allenem i Pawłem Rojkiem) Beyond Modernity: Russian Religious Philosophy and Post-Secularism, Pickwick Publications, Eugene, OR 2016.

Wybrane artykuły
- Ontologizm, czyli Siemiona Franka polemika z pokantowskim epistemologizmem, „Roczniki Filozoficzne” 55/2, 2007, s. 67–79 ISSN 0035-7685
- Polskie badania nad filozofią Siemiona Franka, w: Polskie badania filozofii rosyjskiej. Przewodnik po literaturze. Część pierwsza, red. Lilianna Kiejzik i Jacek Uglik, Fundacja Aletheia, Warszawa 2009, s. 167–178 ISBN 978-83-87045-63-2
- Symbolizm patrystyczny i jego reperkusje w filozofii rosyjskiej, w: Symbol w kulturze rosyjskiej, red. Krzysztof Duda i Teresa Obolevitch, Wydawnictwo WAM, Kraków 2010, s. 65–76, ISBN 978-83-7505-620-4[8]